# Słupy (powiat nakielski)
Słupy – wieś w Polsce położona w województwie kujawsko-pomorskim, w powiecie nakielskim, w gminie Szubin.

## Historia

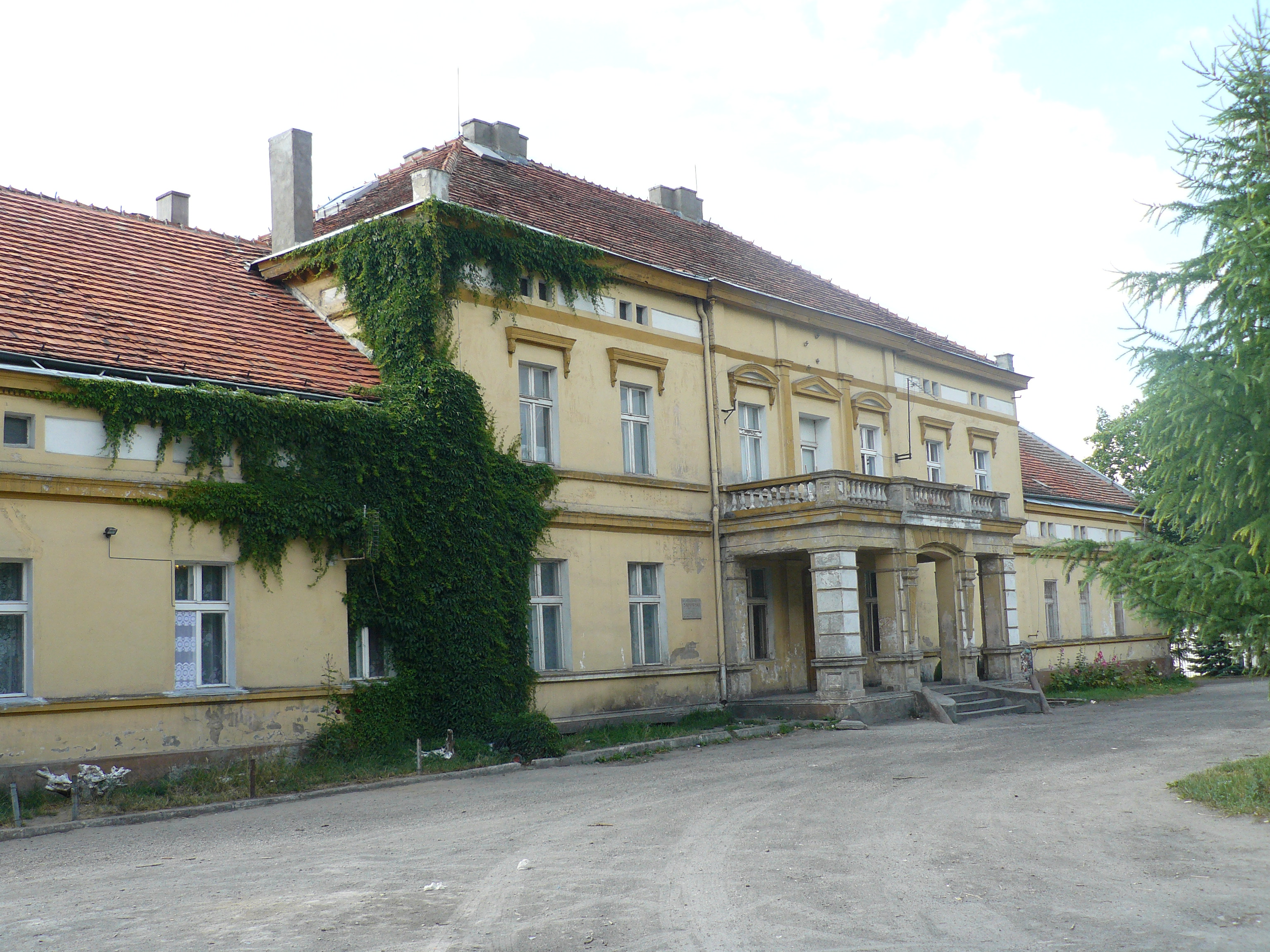
Pałac

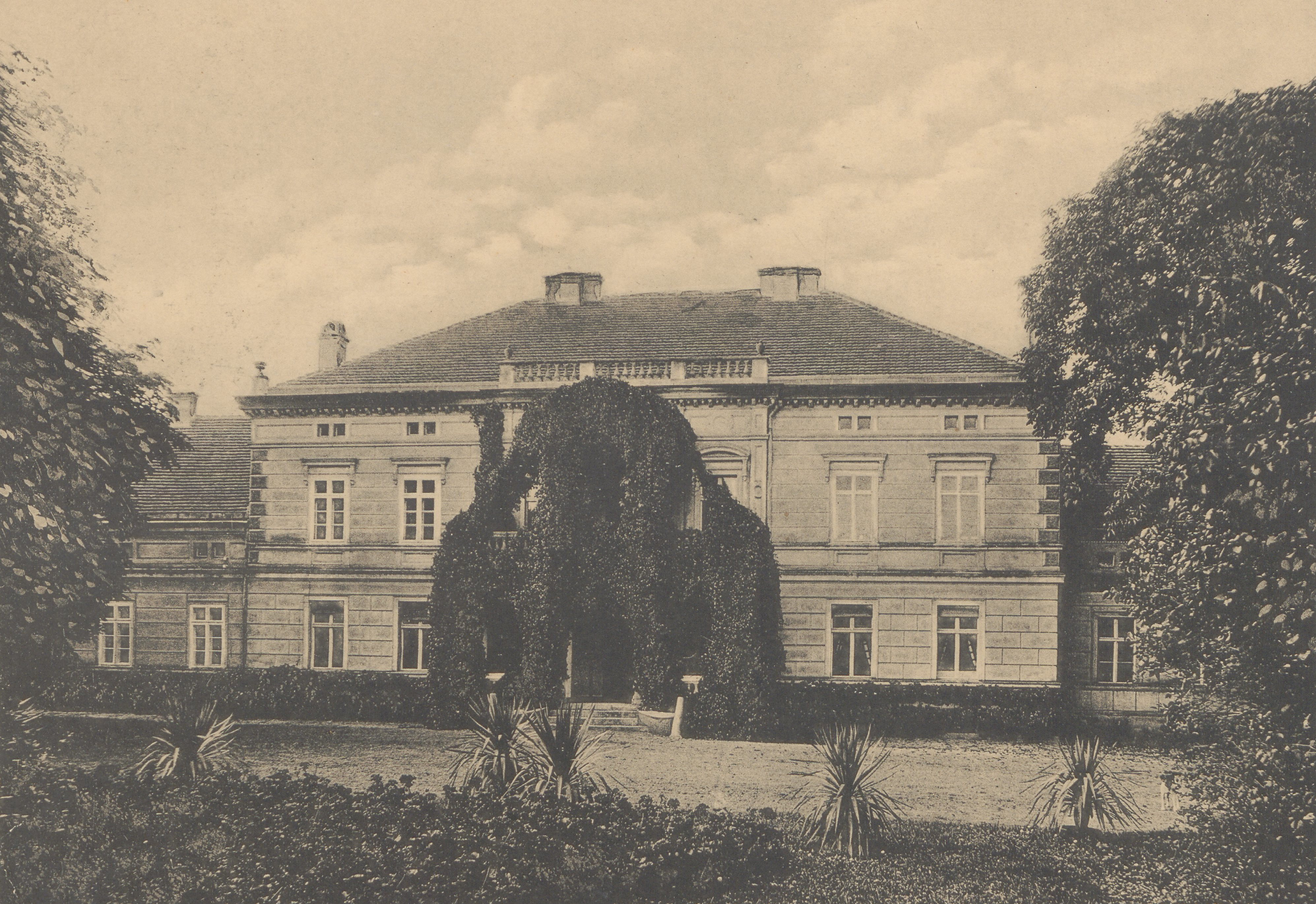
Widok pałacu przed 1912

Nazwa wsi pochodzi od stojących tam w średniowieczu słupów granicznych, wyznaczających najprawdopodobniej południową granicę trudno dostępnego wówczas pasa bagien i lasów wokół Noteci. Pierwsza wzmianka w dokumentach o istnieniu Słupów pochodzi z 7 grudnia 1233, ich historia jest jednak znacznie starsza. Początki miejscowości wiążą się z istniejącym tam w X-XI wieku grodziskiem. Na jego miejscu wykształciła się później obecna wieś. Najpóźniej w XII wieku, na jej terenie, erygowano kościelną parafię pod wezwaniem św. Wita. W centrum wsi stoi zabytkowy kościół z 1. połowy XIX wieku.
W czasach I RP i zaborów wieś była własnością różnych rodów szlacheckich, m.in. Skrzetuskich, Poleskich, Sadowskich, Czapskich i Żółtowskich. W okresie PRL i wczesnej III RP na terenie wsi istniała jednostka PGR, po którym pozostało kilka czynnych bloków mieszkalnych. Problemem miejscowej społeczności po likwidacji PGR-u jest utrzymujące się do dziś na wysokim poziomie bezrobocie.

## Podział administracyjny
W okresie II RP miejscowość do 1938 r. należała administracyjnie do województwa poznańskiego, w latach 1950–1975  do tzw. dużego województwa bydgoskiego, a w latach 1975–1998 do tzw. małego województwa bydgoskiego. Aktualnie w Kujawsko-Pomorskiem.

## Demografia
Według Narodowego Spisu Powszechnego (III 2011 r.) liczyła 418 mieszkańców. Jest dziewiątą co do wielkości miejscowością gminy Szubin.

## Zabytki
Według rejestru zabytków NID na listę zabytków wpisane są:
- zespół kościoła parafialnego, nr rej.: A/1552/1-3 z 17.02.2010:
  - kościół pw. św. Wita, lata: 1841-1843, 1928-1930
  - dawny cmentarz (obecnie nieczynny), XIX w.
  - ogrodzenie murowano-metalowe, 1903 r.
- zespół dworski, przełom XVIII/XIX w., 1880 r., nr rej.: A/222/1-2 z 5.06.1987:
  - dwór (dec. pałac)
  - park, koniec XIX w.